# Catephia alchymista
Catephia alchymista là một loài bướm đêm trong họ Erebidae.

## Hình ảnh

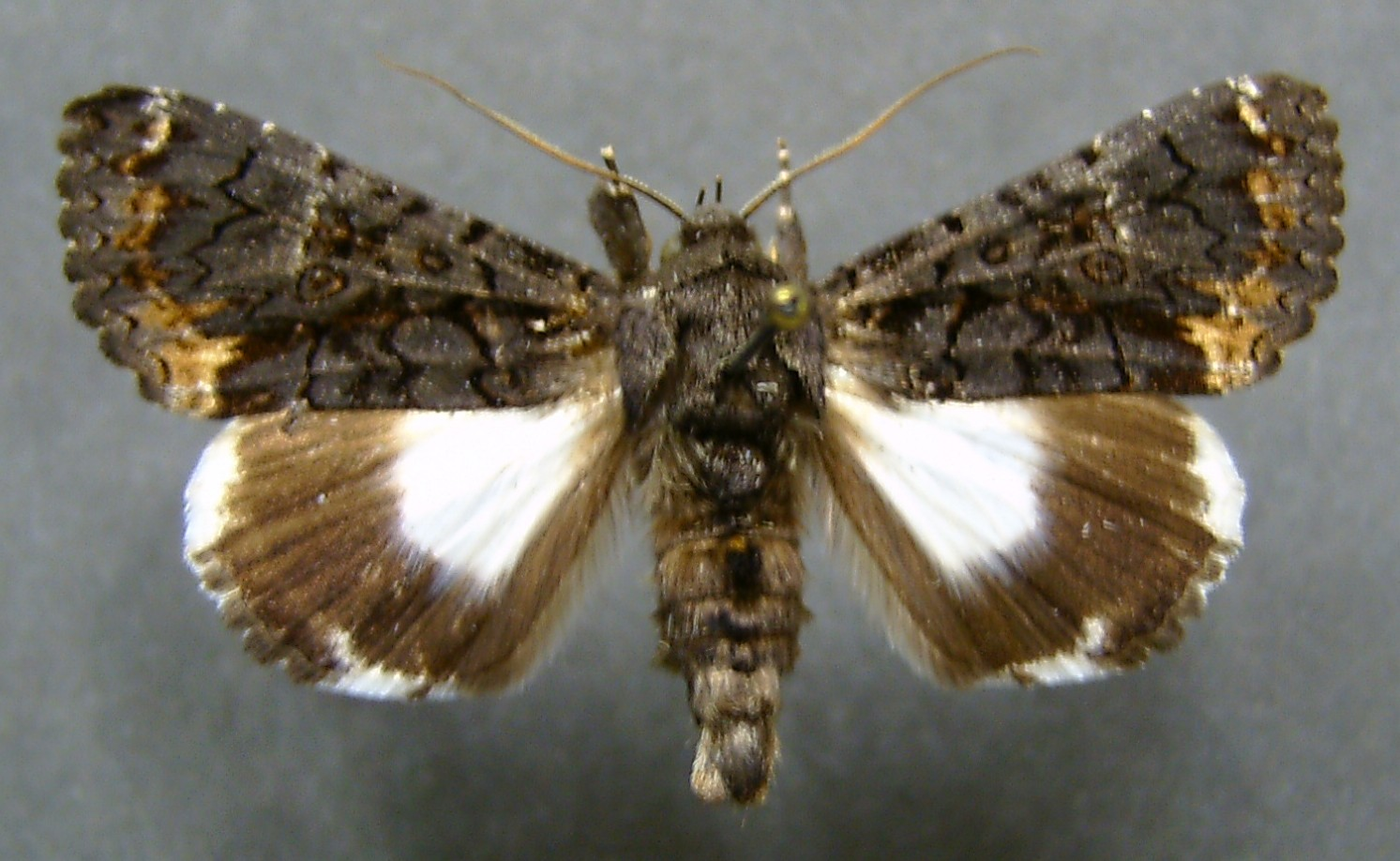
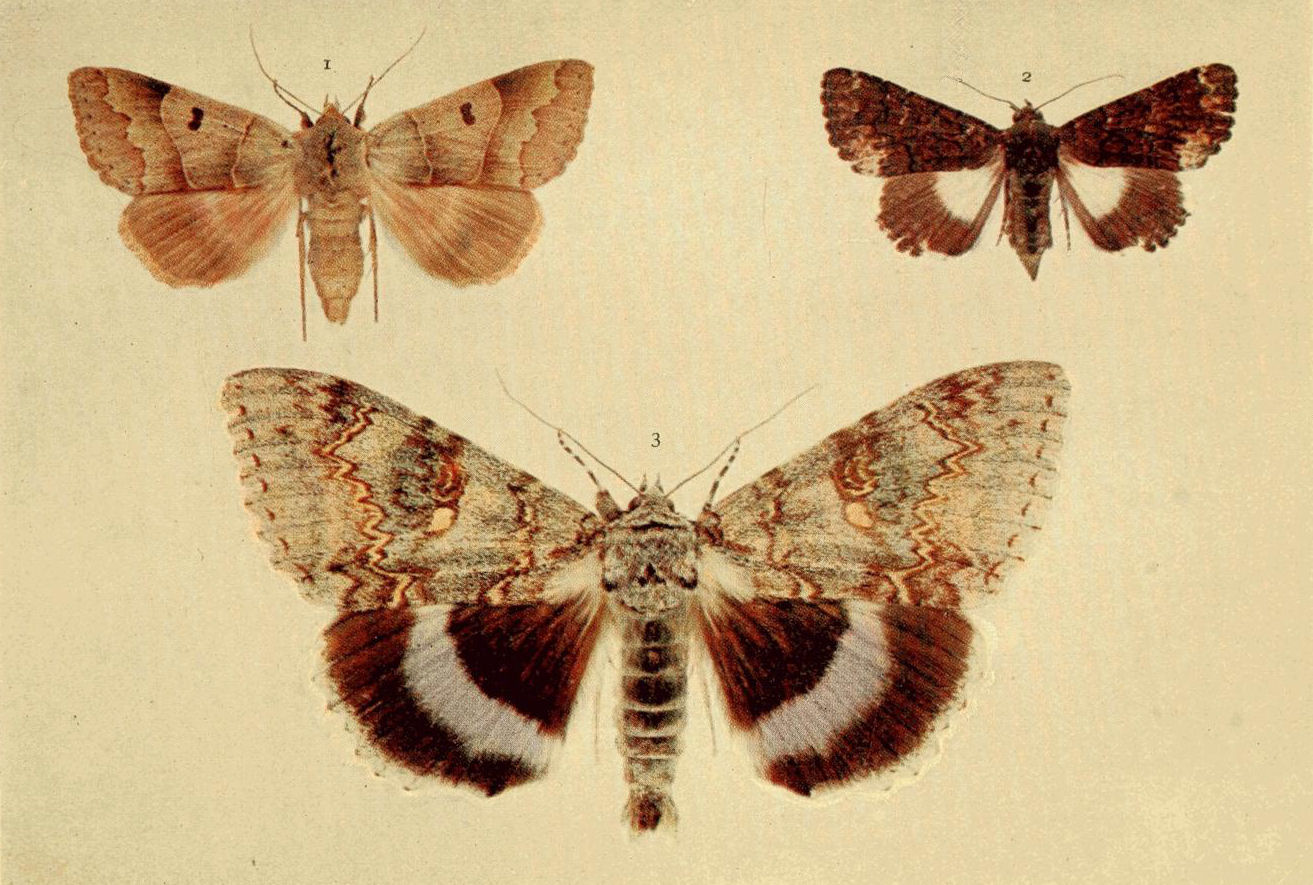